# Synagoga Szlamy Kaca w Łodzi (ul. Południowa 27)
Synagoga Szlamy Kaca w Łodzi – prywatny dom modlitwy znajdujący się w Łodzi przy ulicy Południowej 27, obecnie Rewolucji 1905 roku.
Synagoga została zbudowana w 1899 roku z inicjatywy Szlamy Chaima Kaca. Została przeniesiona z lokalu mieszczącego się przy ulicy Wschodniej 33. Podczas II wojny światowej hitlerowcy zdewastowali synagogę.